# Andrea Berg
Andrea Berg (oprindeligt Andrea Ferber, født 28. januar 1966 i Krefeld som Andrea Zellen) er en tysk slagersangerinde, der siden begyndelsen af 2000'erne har haft en række topsælgende album i især Tyskland og Østrig. Det første album, der nåede toppen af den tyske hitliste, var Machtlos (2003); siden har blandt andet Splitternackt (2006), Zwischen Himmel & Erde (2009) og Schwerelos (2010) ligeledes toppet hitlisten.
Hun er gift med Uli Ferber der er medejer af familiehotellet Erlebnishotel Sonnenhof i Aspach nær Stuttgart, hvor hun også arbejder når hun ikke turnerer eller optræder i diverse shows.

## Diskografi
| År   | Album                     | Højeste placering | Højeste placering | Højeste placering | Højeste placering | Højeste placering | Certificeringer |
| År   | Album                     | GER               | AUT               | DEN               | NL                | SWI               | Certificeringer |
| ---- | ------------------------- | ----------------- | ----------------- | ----------------- | ----------------- | ----------------- | --------------- |
| 1992 | Du bist frei              | 49                | 40                | –                 | –                 | –                 |                 |
| 1995 | Gefühle                   | 10                | 10                | 14                | –                 | 14                |                 |
| 1997 | Träume lügen nicht        | 71                | –                 | –                 | –                 | –                 |                 |
| 1998 | Zwischen tausend Gefühlen | 86                | –                 | –                 | –                 | –                 |                 |
| 1999 | Weil ich verliebt bin     | –                 | –                 | –                 | –                 | –                 |                 |
| 2001 | Wo liegt das Paradies     | 42                | –                 | –                 | –                 | –                 |                 |
| 2002 | Nah am Feuer              | 18                | 26                | –                 | –                 | –                 |                 |
| 2003 | Machtlos                  | 1                 | 8                 | –                 | –                 | –                 |                 |
| 2004 | Du                        | 1                 | 1                 | –                 | –                 | 33                |                 |
| 2006 | Splitternackt             | 1                 | 1                 | –                 | –                 | 19                |                 |
| 2008 | Dezember Nacht            | 8                 | 9                 | –                 | –                 | 95                |                 |
| 2009 | Zwischen Himmel & Erde    | 1                 | 1                 | –                 | –                 | 9                 |                 |
| 2010 | Schwerelos                | 1                 | 1                 | –                 | –                 | 9                 |                 |
| 2011 | Abenteuer                 | 1                 | 1                 | –                 | –                 | 2                 |                 |
| 2013 | Atlantis                  | 1                 | 1                 | 5                 | 27                | 1                 |                 |
| 2016 | Seelenbeben               | 1                 | 1                 | –                 | –                 | 1                 |                 |
| 2019 | Mosaik                    | 1                 | 1                 | –                 | –                 | 1                 |                 |
| 2022 | Ich würd's wieder tun     | 1                 | 1                 | –                 | –                 | 2                 |                 |
| 2023 | Weihnacht                 | 1                 | 3                 | –                 | –                 | 3                 |                 |